# The Boy Who Flew to the Moon, Vol. 1
A The Boy Who Flew to the Moon, Vol. 1 Kid Cudi amerikai zenész első válogatásalbuma, ami 2022. július 8-án jelent meg a Republic Records és a Wicked Awesome kiadókon keresztül. A lemezen szerepelnek dalok első hét stúdióalbumáról: a Man on the Moon: The End of Dayről (2009), a Man on the Moon II: The Legend of Mr. Ragerről (2010), az Indicudról (2013), a Satellite Flight: The Journey to Mother Moonról (2014), a Speedin’ Bullet 2 Heavenről (2015), a Passion, Pain & Demon Slayin’-ről (2016) és a Man on the Moon III: The Chosenről (2020). Ezek mellett a WZRD nevű rockegyüttesének debütáló lemezéről is vannak rajta számok. Az album utolsó száma pedig a Love című 2015-ös kislemezének újradolgozott verziója. A The Boy Who Flew to the Moon, Vol. 1 dalai Cudi nagy kiadóknál való debütálása óta jelentek meg, a GOOD Music és a Republic alatt.

## Háttér
2022 júniusában Cudi bejelentette első arénaturnéját, To the Moon World Tour néven, ami azon év augusztusában kezdődött meg, Vancouverben és Milánóban ért véget novemberben. 2022. július 4-én Twitteren osztotta meg, hogy meg fog jelenni első válogatásalbuma, a debütáló mixtape-jének, a A Kid Named Cudinak digitális streaming platformokon való kiadásával együtt. A válogatásalbum megjelenési dátumát július 8-ra tűzte ki. Július 5-én megmutatta a lemez borítóját, amin a zenész látható egy New York-i tetőn, egy Gucci x The North Face overált viselve. Másnap megosztotta az album számlistáját, illetve, hogy a válogatásalbum második része 2022 végén fog megjelenni.

## Tartalom
A The Boy Who Flew to the Moon, Vol. 1-on 18 dal szerepel, az előadó pályafutásának 14 évéből, beleértve közreműködéseket olyan előadókkal, mint André 3000, Pharrell Williams és MGMT. A legtöbb dal a 2020-as Man on the Moon III: The Chosen lemezről szerepel, három. A Day ’n’ Nite, Cudi áttörést jelentő debütáló kislemeze a legrégebbi szám az albumon, eredetileg 2007-ben vették fel az előadó 2008-as mixtape-jére, a A Kid Named Cudira. A válogatás második száma, a Pursuit of Happiness Cudi 2009-es debütáló stúdióalbumán, a Man on the Moon: The End of Dayen szerepelt. Ezek mellett helyet kapott a válogatáson a The Dream Time Machine és az Upper Room is, amik mind a WZRD albumon jelentek meg, Cudi és Dot da Genius rockegyüttesének debütáló lemezén. A Speedin’ Bullet 2 Heavenről is két szám szerepel: a Confused! és a Speedin’ Bullet 2 Heaven. A Love, ami bónusz dalként kapott helyet a válogatáson, a Sunblocks dal hangmintáit tartalmazza (a Ratatat előadásában) és a 2013-as Satellite Flight: The Journey to Mother Moon munkálatai közben vették fel, de hivatalosan soha nem jelent meg.

## Számlista
| The Boy Who Flew to the Moon, Vol. 1 | The Boy Who Flew to the Moon, Vol. 1                                | The Boy Who Flew to the Moon, Vol. 1                 | The Boy Who Flew to the Moon, Vol. 1                           | The Boy Who Flew to the Moon, Vol. 1 | The Boy Who Flew to the Moon, Vol. 1 | The Boy Who Flew to the Moon, Vol. 1 | The Boy Who Flew to the Moon, Vol. 1 | The Boy Who Flew to the Moon, Vol. 1 | The Boy Who Flew to the Moon, Vol. 1 |
|                                      | Cím                                                                 | Szerző(k)                                            | Producer(ek)                                                   | Hossz                                |                                      |                                      |                                      |                                      |                                      |
| ------------------------------------ | ------------------------------------------------------------------- | ---------------------------------------------------- | -------------------------------------------------------------- | ------------------------------------ | ------------------------------------ | ------------------------------------ | ------------------------------------ | ------------------------------------ | ------------------------------------ |
| 1.                                   | Day ’n’ Nite (Nightmare)                                            | Scott Mescudi Oladipo Omishore                       | Dot da Genius Kid Cudi [ a ]                                   | 3:41                                 |                                      |                                      |                                      |                                      |                                      |
| 2.                                   | Pursuit of Happiness (Nightmare) (MGMT és Ratatat közreműködésével) | Mescudi Evan Mast Mike Stroud                        | Ratatat                                                        | 4:55                                 |                                      |                                      |                                      |                                      |                                      |
| 3.                                   | Ghost!                                                              | Mescudi Emile Haynie Rusty Evans V. Pike T. Randazzo | Haynie                                                         | 4:49                                 |                                      |                                      |                                      |                                      |                                      |
| 4.                                   | Mr. Rager                                                           | Mescudi Haynie                                       | Haynie                                                         | 4:54                                 |                                      |                                      |                                      |                                      |                                      |
| 5.                                   | The Dream Time Machine (WZRD néven)                                 | Mescudi Omishore                                     | WZRD                                                           | 4:47                                 |                                      |                                      |                                      |                                      |                                      |
| 6.                                   | Upper Room (WZRD néven)                                             | Mescudi Omishore                                     | WZRD                                                           | 3:12                                 |                                      |                                      |                                      |                                      |                                      |
| 7.                                   | Just What I Am (King Chip közreműködésével)                         | Mescudi Charles Worth                                | Kid Cudi                                                       | 3:48                                 |                                      |                                      |                                      |                                      |                                      |
| 8.                                   | Unfuckwittable                                                      | Mescudi                                              | Kid Cudi                                                       | 4:35                                 |                                      |                                      |                                      |                                      |                                      |
| 9.                                   | Balmain Jeans (Raphael Saadiq közreműködésével)                     | Mescudi Charles Wiggins                              | Kid Cudi                                                       | 5:27                                 |                                      |                                      |                                      |                                      |                                      |
| 10.                                  | Too Bad I Have to Destroy You Now                                   | Mescudi Omishore                                     | Kid Cudi Dot da Genius [ a ]                                   | 6:17                                 |                                      |                                      |                                      |                                      |                                      |
| 11.                                  | Confused!                                                           | Mescudi                                              | Kid Cudi                                                       | 3:56                                 |                                      |                                      |                                      |                                      |                                      |
| 12.                                  | Speedin’ Bullet 2 Heaven                                            | Mescudi Patrick Reynolds                             | Kid Cudi Plain Pat [ a ]                                       | 4:34                                 |                                      |                                      |                                      |                                      |                                      |
| 13.                                  | By Design (André 3000 közreműködésével)                             | Mescudi André Benjamin Pharrell Williams Reynolds    | Williams Plain Pat [ a ]                                       | 4:17                                 |                                      |                                      |                                      |                                      |                                      |
| 14.                                  | Surfin’ (Pharrell Williams közreműködésével)                        | Mescudi Williams                                     | Williams                                                       | 6:15                                 |                                      |                                      |                                      |                                      |                                      |
| 15.                                  | Tequila Shots                                                       | Mescudi Omishore David Biral Denzel Baptiste         | Dot da Genius Take a Daytrip Kid Cudi                          | 3:13                                 |                                      |                                      |                                      |                                      |                                      |
| 16.                                  | Sad People                                                          | Mescudi Omishore Biral Baptiste                      | Dot da Genius Take a Daytrip Kid Cudi Dennis Cummings          | 2:56                                 |                                      |                                      |                                      |                                      |                                      |
| 17.                                  | Sept. 16                                                            | Mescudi Omishore Haynie Reynolds Finneas O’Connell   | Dot da Genius Haynie Plain Pat Kid Cudi Cummings Finneas [ b ] | 4:09                                 |                                      |                                      |                                      |                                      |                                      |
| 18.                                  | Love                                                                | Mescudi Omishore Mast Stroud                         | Kid Cudi Dot da Genius [ b ]                                   | 5:28                                 |                                      |                                      |                                      |                                      |                                      |
| 81:13                                |                                                                     |                                                      |                                                                |                                      |                                      |                                      |                                      |                                      |                                      |

Jegyzetek
1. 1 2 3 4  Co-producer
2. 1 2  További producer

## Slágerlisták
| Slágerlisták (2022)                   | Legmagasabb pozíció |
| ------------------------------------- | ------------------- |
| Kanadai albumlista (Billboard)        | 51                  |
| US Billboard 200                      | 83                  |
| US Top R&B/Hip-Hop Albums (Billboard) | 36                  |

## Közreműködő előadók
Az AllMusic adatai alapján.
| - Kid Cudi – előadó, dobok, executive producer, gitár, billentyűk, ütőhangszerek, producer, programozás, zeneszerző - Denzel Baptiste – zeneszerző - André Benjamin – zeneszerző, előadó - David Biral – zeneszerző - Peter Brown – zeneszerző - John Bruce – zeneszerző - King Chip – előadó - Thomas Cullison – felvételek - Dennis Cummings – executive producer, producer - Emile – producer - Rusty Evans – zeneszerző - Iain Findlay – keverés, felvételek - Daniel Fornero – trombita - Chris Gehringer – maszterelő hangmérnök - Dot da Genius – dobok, executive producer, basszusgitár, billentyűk, keverés, ütőhangszerek, zongora, producer, felvételek - Noah Goldstein – keverés, felvételek - Mick Guzauski – keverés - Emile Haynie – zeneszerző, producer, felvételek - Ken Ifill – A&R - Alex Iles – harsona - Anthony Kilhoffer – keverés, felvételek - Anthony Kronfle – felvételek - Joe LaPorta – maszterelő hangmérnök - Mike Larson – felvételek - Nick Littlemore – hangmérnök - Cesar Loza Assistant – hangmérnök - Erik Madrid – keverő asszisztens - Manny Marroquin – keverés | - Evan Mast – zeneszerző, felvételek - Jim McMillen – kürt-hangszerelés - Vlado Meller – maszterelő hangmérnök - MGMT – előadó - Christian Mochizuki – felvételek - Mike Moore – dobok, programozás - Finneas O’Connell – zeneszerző, producer - Oladipo Omishore – zeneszerző, executive producer, producer, felvételek - Brent Paschke – elektromos gitár - Victoria Pike – zeneszerző - Plain Pat – zeneszerző, producer - Christian Plata – keverő asszisztens - Teddy Randazzo – zeneszerző - Ratatat – előadó, producer - Raphael Saadiq – gitár, előadó, háttérénekes - Mark Santangelo – maszterelő hangmérnök - Robert Schaer – trombita - Bradford Smith – keverés Assistant - Luke Steelen – hangmérnök - Mike Stroud – zeneszerző - William J Sullivan – hangmérnök - Take a Daytrip – producer - Doug Tornquist – tuba - Steve Trapani – basszusharsona - Mike Steven Velez – keverő hangmérnök - Ryan West – felvételek - Charles Wiggins – zeneszerző - Pharrell Williams – zeneszerző, előadó, producer - Charles Worth – zeneszerző - WZRD – előadó, producer |

## Kiadások
| Régió       | Dátum           | Formátumok                       | Kiadó                       | For.   |
| ----------- | --------------- | -------------------------------- | --------------------------- | ------ |
| Világszerte | 2022. július 8. | - digitális letöltés - streaming | - Wicked Awesome - Republic | [ 25 ] |